# 胸上村
胸上村（むねあげそん）は、岡山県児島郡にあった村。現在の玉野市の一部にあたる。

## 地理
児島半島の南東に位置していた。
- 海洋：瀬戸内海[2]
- 山：飯盛山

## 歴史
- 1889年（明治22年）6月1日 - 町村制の施行により、児島郡胸上村、梶岡村、東田井地村、西田井地村の区域をもって成立[1][2]。旧村名を継承した胸上、梶岡、東田井地、西田井地の4大字を編成[2]。
- 1952年（昭和28年） - 北興化学岡山工場が開設され、大字胸上字波張崎で農薬の製造を開始[2]。
- 1954年（昭和29年）3月1日 - 児島郡鉾立村と新設合併して東児町が発足[1][2]。同日胸上村廃止。大字は東児町に継承[2]。

### 地名の由来
神功皇后が三韓征伐の帰途、胸上の瑜伽山（現：飯盛山）から瀬戸内海を眺め「この地は晴れやかなところである。胸が晴れた」と言ったことが転訛して胸上となった。

## 産業
- 漁業、農業、製塩[2]

## 交通

### 港湾
- 胸上港[2]